# 圣塞尔南莱拉沃尔
圣塞尔南莱拉沃尔（法語：Saint-Sernin-lès-Lavaur，法語發音：[sɛ̃ sɛʁnɛ̃ lɛ lavɔʁ]）是法国奥克西塔尼大区塔恩省的一个市镇，属于卡斯特尔区。

## 地理
圣塞尔南莱拉沃尔（43°32'53"N, 1°58'26"E）面积4.21 平方千米，位于法国奧克西塔尼大區塔恩省，该省份为法国南部内陆省份，北起顺时针与阿韦龙省、埃罗省、奥德省、上加龙省和塔恩-加龙省接壤。
与圣塞尔南莱拉沃尔接壤的市镇（或旧市镇、城区）包括：佩绍迪耶、皮洛朗斯。

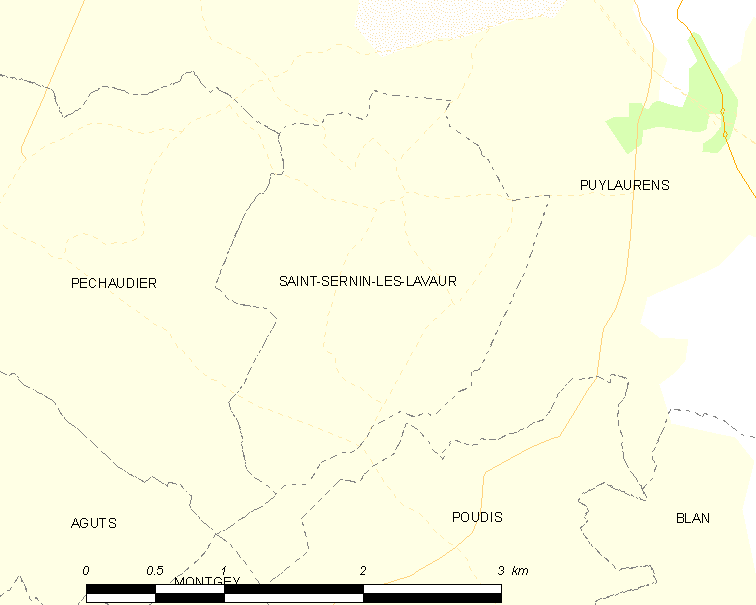
圣塞尔南莱拉沃尔的OSM定位图

圣塞尔南莱拉沃尔的时区为UTC+01:00、UTC+02:00（夏令时）。

## 行政
圣塞尔南莱拉沃尔的邮政编码为81700，INSEE市镇编码为81270。

## 政治
圣塞尔南莱拉沃尔所属的省级选区为勒帕斯泰勒县。

## 人口

1962-2008年间圣塞尔南莱拉沃尔人口变化图示

圣塞尔南莱拉沃尔于2022年1月1日时的人口数量为166人。